# Alexander Serebryakov
Alexander Serebryakov  est un coureur cycliste russe né le 28 septembre 1987 à Arzamas.

## Biographie
En 2012, Alexander Serebryakov est membre de l'équipe américaine Type 1-Sanofi. En début de saison, il est notamment vainqueur d'une étape du Tour de Corée et cinquième de Kuurne-Bruxelles-Kuurne. En juin, il remporte la principale course d'un jour des États-Unis, le TD Bank International Cycling Championship, à Philadelphie. Il y devance au sprint son coéquipier Aldo Ino Ilešič. En fin de saison, il remporte en quelques semaines neuf étapes de courses chinoises (Tour de Chine, Tour de Hainan, Tour du lac Taihu). Il est engagé pour la saison 2013 par l'équipe basque Euskaltel Euskadi. Il fait partie des coureurs recrutés par cette équipe essentiellement pour les points permettant à celle-ci de rester dans l'UCI World Tour. En mars 2013, il fait l'objet d'un contrôle antidopage positif à l'EPO. Il est suspendu provisoirement à l'annonce de ce résultat. Fin 2013, l'agence antidopage russe le suspend pour quatre ans, un contrôle réalisé en février s'avérant entretemps être également positif à l'EPO.

## Classements mondiaux
| Année            | 2006   | 2007 | 2008 | 2009 | 2010 | 2011 | 2012 |
| ---------------- | ------ | ---- | ---- | ---- | ---- | ---- | ---- |
| UCI America Tour |        |      |      |      |      |      | 6e   |
| UCI Asia Tour    |        |      |      |      |      |      | 16e  |
| UCI Europe Tour  | 1 332e | 890e | 496e |      | 270e | 347e | 491e |